# Andrei Andrejewitsch Andrejew
Andrej Andrejewitsch Andrejew (russisch Андрей Андреевич Андреев; * 18. Oktoberjul. / 30. Oktober 1895greg. in Kusnezowo bei Sytschowka, Gouvernement Smolensk, Russisches Kaiserreich; † 5. Dezember 1971 in Moskau) war ein sowjetischer Politiker und Mitglied des Politbüros der KPdSU.

## Biografie
Andrejew war der Sohn einer Bauernfamilie in der Provinz von Smolensk. Er besuchte dort für zwei Jahre eine Schule. Von 1905 bis 1911 war er als Hilfspersonal in einem Restaurant in Moskau beschäftigt. Von 1911 bis 1914 arbeitete er in verschiedenen Orten im südlichen Russland. Ab 1914 hatte er verschiedene Arbeitsstellen in St. Petersburg.

### Bolschewiki
1914 wurde Andrejew Mitglied der Kommunistischen Partei.
1916 wurde er aktiv im Petersburger Komitee der Bolschewiki und seit war er Mitglied im Ausschuss der Sozialdemokratischen Arbeiterpartei Russlands (SDAPR) in Petrograd. Als Lenin im April 1917 am Finnischen Bahnhof  eintraf, nahm er an der Begrüßung teil und organisierte tags darauf für Lenin eine Konferenz der Bolschewiki.

### Aufstieg
Andrejew organisierte von 1917 bis 1919 die Gewerkschaftsarbeit im Ural und in der Ukraine. 1919 wurde er Mitglied des Vorstandes und 1920 Sekretär des All-Unions-Zentralrates der Gewerkschaften (AUCCTU). Von 1922 bis 1927/1928 war er Vorsitzender der Gewerkschaft der Eisenbahner. 1920 bis 1921 hatte er sich noch Trotzki und Bucharin angeschlossen. Er reihte sich dann schnell in das Gefolge Stalins ein; später jedoch verlor er nie ganz den Makel seiner früheren Verbindungen zur Opposition.
Bald wurde er mit weiteren wichtigen Funktionen der Kommunistischen Partei der Sowjetunion (KPdSU) betraut. Er war von 1924 bis 1925 zum ersten Mal Sekretär im Zentralkomitee der KPdSU. Von 1928 bis 1929 war er Sekretär der nordkaukasischen Parteiorganisation und von 1930 bis 1931 Vorsitzender der Zentralen Kontrollkommission der Partei.

### Regierungsarbeit
In den Regierungen der UdSSR war er unter dem Vorsitzenden der Regierung Molotow von 1930 bis 1931 Volkskommissar für die Arbeiter- und Bauern-Inspektion und von 1931 bis 1935 Kommissar für das Eisenbahnwesen der UdSSR. In der Regierung Stalin wirkte er von 1943 bis 1945/46 als Volkskommissar für die Landwirtschaft.
Von 1946 bis 1953 war stellvertretender Vorsitzender des Ministerrats der UdSSR in der Regierung Stalin.

### Im Zentrum der Macht
Von diesen Posten stieg er als Stalinanhänger auf zum Vollmitglied im höchsten politischen Gremium der UdSSR, dem Politbüro der Kommunistischen Partei der Sowjetunion (KPdSU) und zwar in der Zeit vom 4. Februar 1932 bis zum 16. Oktober 1952. Im Politbüro war er als Spezialist für Gewerkschaftsfragen für zwei weitere Gebiete zuständig: Als Vorsitzender der Parteikontrollkommission hatte er auf die Einhaltung der Parteidisziplin zu achten.
Als Mitglied im Rat der Volkskommissare und Vorsitzender des Rats für Kolchos - Angelegenheiten (von 1946 bis 1952) war er einer der Spitzenfachleute für die Landwirtschaft. Von 1938/39 bis 1946 war er zum zweiten Mal im wichtigen Sekretariat des Zentralkomitees der Kommunistischen Partei der Sowjetunion. 1939 sprach er sich auf dem XVIII. Parteitag für das erfolgreiche „Sweno-System“ (Gliederung in kleineren Gruppen von etwa 12 Landarbeitern) bei der Organisation der Landwirtschaft aus, um die Arbeiter wieder zu mehr persönlicher Verantwortung hin zu führen. 1947 fordert er eine Mobilisierung der Parteiorganisation in den Kolchosen und Maschinen-Traktoren-Stationen (MTS). Zahlreiche kommunistische Funktionäre wurden aus den Städten aufs Land versetzt. Das Privateigentum auf dem Lande wurde auf ein Mindestmaß reduziert.

### Abstieg
1950 wurde er in einem Artikel der Parteizeitung Prawda hinsichtlich des von ihm eingeführten Sweno-Systems – natürlich auf Intervention von Stalin – scharf kritisiert. Er musste sich – ebenfalls in der Prawda – selbst kritisieren und sich für das dann übliche Brigade-System (Gliederung in größeren Gruppen) in der Landwirtschaft aussprechen. Anfang 1952 wurde er von Stalin willkürlich von der Teilnahme an den Politbürositzungen ausgeschlossen (Chruschtschow berichtet darüber 1956 in seiner Geheimrede zum XX. Parteitag der KPdSU). Im Oktober 1952 verlor er auch formell auf dem XIX. Parteitag seine Spitzenämter, blieb aber nach seiner Degradierung durch Stalin trotzdem Mitglied des Zentralkomitees der Partei.

## Ehrungen
- Vier Mal den Leninorden
- Orden der Oktoberrevolution
- Nach ihm wurden Lokomotiven (SŽD-Baureihe АА 20) benannt.